# Église de l'Assomption-de-Notre-Dame de Bény-sur-Mer
Pour les articles homonymes, voir Église Notre-Dame et Notre-Dame-de-l'Assomption.
L'église de l'Assomption-de-Notre-Dame, ou église Notre-Dame, est une église catholique située à Bény-sur-Mer, en France.

## Localisation
L'église est située dans le département français du Calvados, sur la commune de Bény-sur-Mer.

## Historique
Le clocher roman est classé au titre des monuments historiques depuis le 17 août 1885. Il daterait du début du XIIe siècle. La flèche est une reconstruction de 1725. Le reste de l'édifice a été reconstruit, en grande partie, au XIXe siècle, dans le style néo-roman.